# Rendsburger Schleife

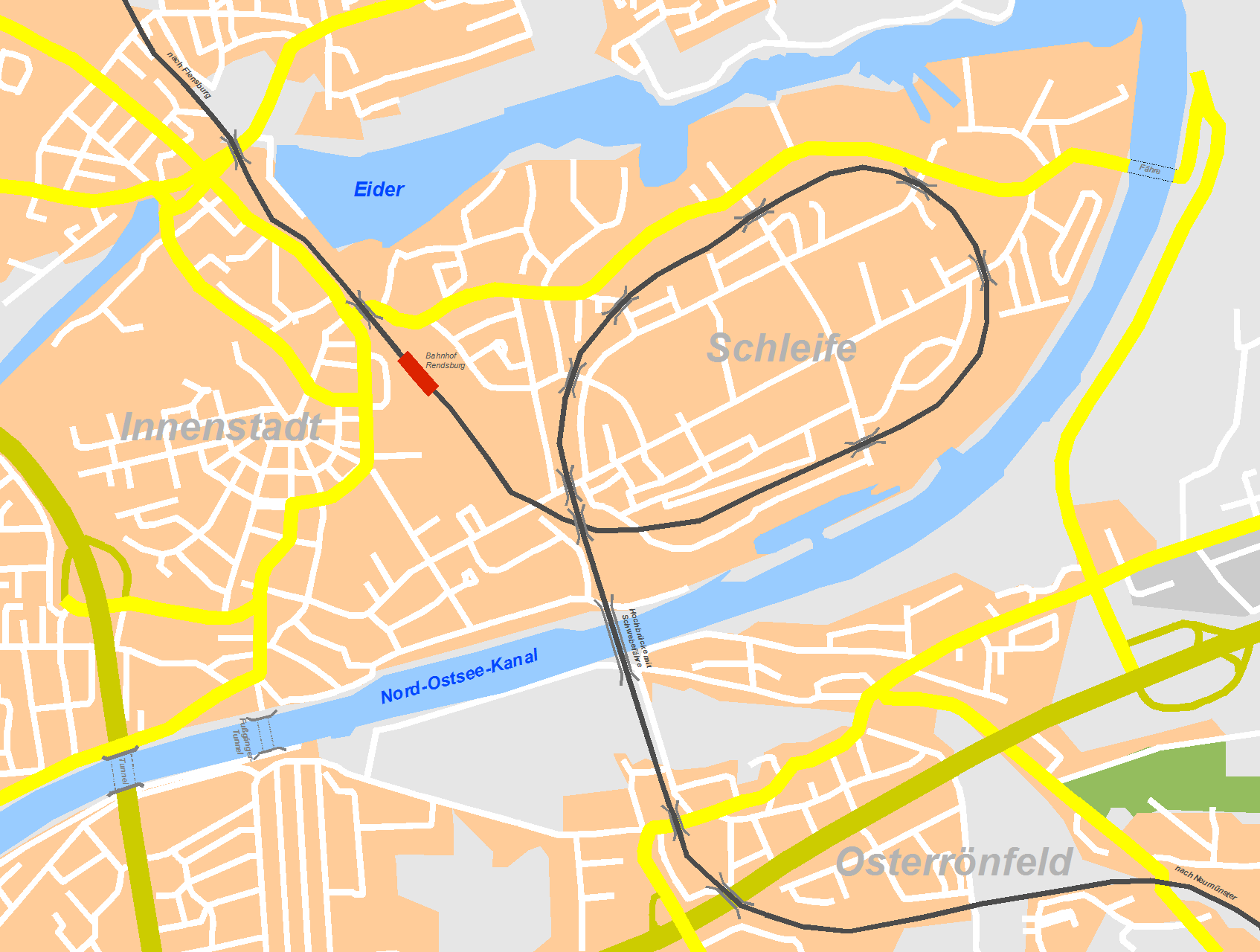
Karte der Rendsburger Schleife

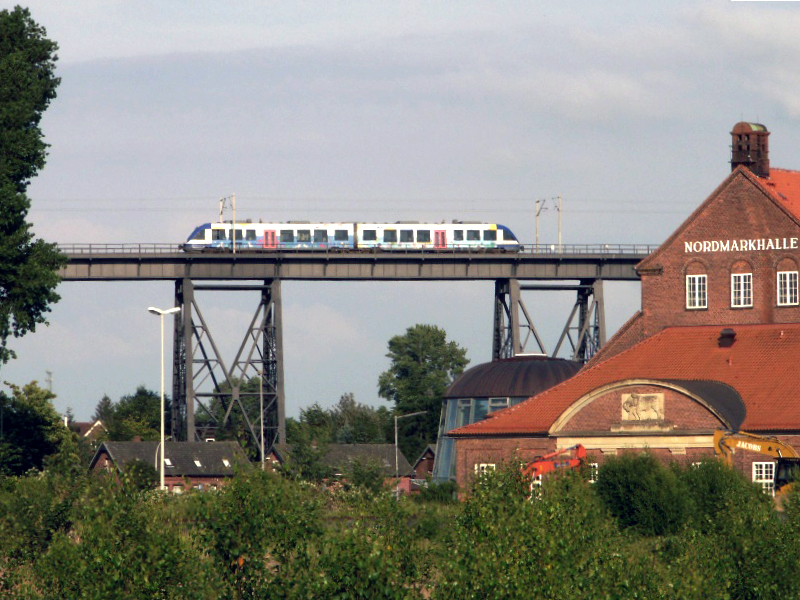
Zug der NOB auf der Hochbrücke

Die Rendsburger Schleife ist eine an die Rendsburger Hochbrücke anschließende Kreiskehrschleife im Verlauf der Bahnstrecke Neumünster–Flensburg in Schleswig-Holstein. Gut drei Viertel der Schleife sind als Bahndamm ausgeführt, während das letzte Teilstück vor der Hochbrücke als Stahlviadukt gebaut wurde. Die Viadukte der Kehrschleife stehen unter Denkmalschutz.

## Zweck
Auf der Rendsburger Schleife fahren Züge, die von Süden nach Rendsburg kommen, zunächst eine 360°-Wende, bevor sie nach Unterquerung der Hochbrücke den Rendsburger Bahnhof erreichen. Umgekehrt führt nach der Abfahrt von Rendsburg die 4,5 km lange Kehrfahrt auf die Hochbrücke, um den Nord-Ostsee-Kanal zu überqueren. Dieser Abschnitt hat eine Höhendifferenz von 42 Metern.

## Entstehung
Die erste, historische Querung des Nord-Ostsee-Kanals, eine Drehbrücke, musste wegen dessen Verbreiterung bis 1913 ersetzt werden. An ihrer Stelle sollte eine Hochbrücke mit einer Durchfahrtshöhe von 50 Metern entstehen. Dies entsprach den Vorgaben für Brücken über den Nord-Ostsee-Kanal. Gleichzeitig sollte der vorhandene Bahnhof weiter genutzt werden. Der Bahnhof lag jedoch zu dicht am Kanal, um ihn bei der vorgegebenen Höhe für die Hochbrücke direkt an die Schienenverbindung anschließen zu können. Deshalb wurde am nördlichen Ende der Brücke 1911–1913 ein Bahndamm in Form einer Schleife errichtet.

## Ortsteil Schleife
Der in der Rendsburger Schleife entstandene Stadtteil Rendsburgs trägt ebenfalls den Namen Schleife.